# Aurimas Lankas
Aurimas Lankas (ur. 7 września 1985 w Szawlach) – litewski kajakarz. Brązowy medalista olimpijski z Rio de Janeiro.
Zawody w 2016 były jego pierwszymi igrzyskami olimpijskimi. Po medal sięgnął w rywalizacji kajakowych dwójek na dystansie 200 metrów, litewską osadę wyprzedzili Hiszpanie i Brytyjczycy. Partnerował mu Edvinas Ramanauskas. W 2014 i 2015 zdobywali w tej konkurencji brązowy medal mistrzostw Europy.